# Donacia marginata
Donacia marginata é uma espécie de insetos coleópteros polífagos pertencente à família Chrysomelidae.
A autoridade científica da espécie é Hoppe, tendo sido descrita no ano de 1795.
Trata-se de uma espécie presente no território português.